# Nobunaga the Fool
Nobunaga the Fool (яп. ノブナガ・ザ・フール Нобунага дза Фу:ру, букв. «Дурак Нобунага») — аниме на основе японской пьесы является частью франшизы «Дурак» Сёдзи Кавамори. Пьеса соединила в себе элементы игры настоящих актеров и анимационных персонажей, созданных студией Satelight, первая постановка прошла 8 декабря 2013 года. Аниме-сериал также создавался Satelight, его трансляция началась 6 января 2014 года.

## Сюжет
Западная планета и Восточная планета. Когда-то они были связаны «драконьим импульсом», охватывающим небеса. Цивилизация, которая когда-то процветала, в настоящем существует лишь в памяти потомков, живущих в мире, раздираемом на части неугасимым пламенем войны. Эти две планеты давно стали полем бесконечных битв. Возвращение новейшей технологии, известной как «священное сокровище», может установить новый мировой порядок, но единственный, кто знает как она работает — некая «девочка-еретик». Девушка с Западной планеты Жанна Кагуя Д’Арк в своем видении увидела рождение «Короля-спасителя». Она отправляется в путешествие к Восточной планете с Леонардо да Винчи, с «Тем, кто наблюдает за миром». В пути они сталкиваются с еретиком Восточной планеты и «величайшим дураком современности» — Одой Нобунагой.

## Персонажи

### Главные герои
Ода Нобунага (яп. オダ・ノブナガ Ода Нобунага) — главный герой, законный наследник государства Овари. Получил прозвище «дурак» за своё импульсивное поведение.
Сэйю: Мамору Мияно
Жанна Кагуя д’Арк (яп. ジャンヌ・カグヤ・ダルク Дзянна Кагуя Даруку) — девушка с Западной планеты, путешествующая вместе с Леонардо да Винчи с целью понять смысл своих видений о будущем «короле-спасителе». В её амуниции есть особый амулет, активирующий боевые доспехи.
Сэйю: Ёко Хикаса
Леонардо да Винчи (яп. レオナルド・ダ・ヴィンチ Рэонарудо да Винти) — «Тот, кто наблюдает за миром», учёный, путешествует вместе с Жанной, иногда даёт другим указания, руководствуясь при этом раскладом колоды Таро.
Сэйю: Томокадзу Сугита
Акэти Мицухидэ (яп. アケチ・ミツヒデ Акэти Мицухидэ)
Сэйю: Такахиро Сакураи
Тоётоми Хидэёси (яп. トヨトミ・ヒデヨシ Тоётоми Хидэёси)
Сэйю: Юки Кадзи
Оити (яп. イチヒメ Ити-химэ)
Сэйю: Минори Тихара
Химико (яп. ヒミコ Химико)
Сэйю: Нао Тояма

### Второстепенные персонажи
Гай Юлий Цезарь (яп. ガイウス・ユリウス・カエサル Гаиусу Юриусу Каэсару)
Сэйю: Юити Накамура
Нелл (яп. ネル Нэру)
Сэйю: Ибуки Кидо
Бъянки (яп. ビアンキ Бианки) — подчинённая Цезаря.
Сэйю: Харука Исида
Ода Нобуюки (яп. オダ・ノブカツ Ода Нобуюки) — младший брат главного героя.
Сэйю: Нобунага Симадзаки
Ода Нобухидэ (яп. オダ・ノブヒデ Ода Нобухидэ) — отец главного героя.
Сэйю: Хироси Янака
Уэсуги Кэнсин (яп. ウエスギ・ケンシン Уэсуги Кэнсин)
Сэйю: Хироки Нанами
Такэда Сингэн (яп. タケダ・シンゲン Такэда Сингэн) — лидер клана Такэда.
Сэйю: Рикия Кояма
Александр (яп. アレクサンダー Арэкусанда:)
Сэйю: Кадзуя Накаи
Магеллан (яп. マゼラン Магэран)
Сэйю: Ёсицугу Мацуока
Чандрагупта (яп. チャンドラグプタ Тяндорагупута)
Сэйю: Такахиро Фудзивара

## Аниме
Открывающей темой сериала стала композиция Минори Тихара «Fool the World», во время титров исполняется «Axis» группы Stereo Dive Foundation. Права на показ в США были получены у компании Sentai Filmworks, вещание происходит в том числе и на сайте Crunchyroll.